# 悪魔の降誕祭
『悪魔の降誕祭』（あくまのこうたんさい）は、横溝正史の中編推理小説。「金田一耕助シリーズ」の一つ。

## 概要と解説
本作は、『オール讀物』1958年（昭和33年）1月号に発表後、約3倍の長さに改稿された。角川文庫『悪魔の降誕祭』（ISBN 4-04-355503-2）に収録されている。
本作の設定と真相には、後年に刊行されたある長編作品の原形的な部分がある。
本作を原作とするテレビドラマが2025年に放映された。

## ストーリー
1957年（昭和32年）12月20日、金田一耕助が等々力警部の持ってきた事件の関係で外出しようとした刹那、小山順子と名のる女性から相談の電話が入った。等々力警部の件を優先することにした金田一は、彼女に夜9時までに緑ヶ丘荘の自分のフラットに来るように伝える。しかし、等々力警部の件にだいたい目鼻をつけて、ジャスト9時にフラットへ戻ってきた金田一を待っていたのは、地味な鳶色のスーツをきた女性の死体であった。
緑ヶ丘荘管理人の山崎から女性が小山順子と名乗ったことや、所持品から小山順子は偽名で本名は志賀葉子でジャズ・シンガーの関口たまきのマネージャーであること、さらに死因は青酸カリによる毒殺であることなどが判明する。彼女のバッグには新聞記事の切り抜きの写真が残されており、その写真にはたまきとその夫・服部徹也、ピアニストの道明寺修二、上半身が切られた柚木繁子が写されていた。さらに、壁の日めくりカレンダーは5日分が剥ぎ取られて25日を示していた。また、その後の調査で徹也の前妻の加奈子も青酸カリを飲んで死んでいたことが判明した。
そして25日当日、西荻窪の服部夫妻の家で新居披露のパーティーの最中に、徹也がたまきの部屋で刺殺体となって発見される。発見したのはたまきと道明寺で、2人はお互いを名乗る走り書きでたまきの部屋におびき寄せられたこと、徹也はたまきの部屋と浴室の脱衣場に通ずる小廊下で刺されて、死体がたまきの部屋のドアの向こうで倒れずにもたれかかっていて、ドアを開けたために部屋に倒れ込んできたことなどが判明する。当初はたまきと道明寺が疑われたが、脱衣場で徹也と話をしたという徹也の娘・由紀子とそれを目撃した女中の浜田とよ子の証言、たまきと道明寺の仲を疑い2人を監視していた柚木の証言などから、2人に犯行機会がないことが判明し、捜査は行き詰まる。
それから1か月後の1月下旬、たまきの家で彼女と道明寺の婚約披露の宴が催されたその席で、最後の惨劇とともに事件は一挙に解決する。

## 原型短編からの加筆内容
前半は細かく加除を施しているが、ストーリーが変わるような変更は前半には無い。
原型短編では徹也殺害直後の聴取で由紀子が脱衣場へ行ったことを認めず、イヤリングの発見場所を明かされて自殺を図り、そのまま金田一の謎解きへと進んでいるところを、脱衣場へ行ったこと自体は認める設定に変更して、その時点では解決しない設定としている。
その後、たまきが自分の犯行だと主張して矛盾を指摘される展開を経て、1月下旬の婚約披露の場面へと進む流れが、全く新たに追加されている。

## 主な登場人物
- 金田一耕助（きんだいち こうすけ） - 私立探偵
- 等々力大志（とどろき だいし） - 警視庁警部
- 島田（しまだ） - 緑ヶ丘署警部補
- 山口（やまぐち） - 緑ヶ丘署刑事
- 久米（くめ） - 荻窪署警部補
- 坂上（さかがみ） - 荻窪署刑事
- 山崎（やまざき） - 緑ヶ丘荘管理人
- 山崎よし江（やまざき よしえ） - 山崎の妻
- 佐々木（ささき） - 緑ヶ丘病院院長
- 関口たまき（せきぐち たまき） - ジャズシンガー、本名は服部キヨ子
- 服部徹也（はっとり てつや） - たまきの夫
- 服部可奈子（はっとり かなこ） - 徹也の先妻、故人
- 服部由紀子（はっとり ゆきこ） - 徹也と可奈子の娘
- 関口梅子（せきぐち うめこ） - たまきの伯母
- 志賀葉子（しが ようこ） - たまきのマネージャー、偽名は小山順子
- 浜田とよ子（はまだ とよこ） - たまきの弟子兼女中
- 道明寺修二（どうみょうじ しゅうじ） - ピアニスト、たまきの恋人
- 柚木繁子（ゆずき しげこ） - 道明寺の知人

## カセット文庫
1988年、角川カセット文庫として発売された。

### キャスト
- 金田一耕助：神谷明
- 等々力警部：八奈見乗児
- 服部由紀子：堀江美都子
- 服部徹也：家弓家正
- 関口たまき：川島千代子
- 柚木繁子：藤田淑子

## テレビドラマ
NHK-BSの「シリーズ・横溝正史短編集 第4弾『金田一耕助 悔やむ』」の第1回として、2025年3月28日にNHK BS8K、4月19日にNHK BS4K、4月24日にNHK BSプレミアムで放送された。
基本的に原作に忠実だが多数の省略がある。特に後半の婚約披露宴へ至る展開は全く無く、犯人が自殺に至る経緯は降誕祭パーティでのたまきへの尋問に引き続く展開に変更されている。科白や語りは原作から抽出した文言を概ねそのまま用いているが必ずしも原作通りの文脈ではなく、一部には原作と全く異なる場面で使用されているものもある。
キャスト
- 金田一耕助 - 池松壮亮
- 関口たまき - 月城かなと
- 服部徹也 - 竹本織太夫
- 関口梅子 - YOU
- 柚木繁子 - 板谷由夏
- 道明寺修二 - 上川周作
- 服部可奈子 - 佐藤有里子
- 服部由紀子 - 蒼戸虹子
- 志賀葉子 - 土本燈子
- 浜田とよ子 - 伊勢志摩
- 島田警部補 - みのすけ
- 等々力警部 - ヤン・イクチュン
- 朗読 - 北大輔

スタッフ
- 演出 - 佐藤佐吉